# يوروكوبتر إكس3
يوروكوبتر إكس³ (X-مكعبة) (بالإنجليزية: Eurocopter X³) هي هليكوبتر بدفع مُركب «قايروداين» (Gyrodyne) تجريبية، عالية السرعة، يجري تطويرها من قبل شركة يوروكوبتر (الآن إيرباص هيليكوبترز). وتعد منصة لعرض تكنولوجيا يوروكوبتر المتعلقة بثلاثة مفاهيم خاصة بـ «السرعة العالية، بعيدة المدى وهليكوبتر هجينة» أو مفهوم. إكس³ (X³) حققت سرعة 255 عقدة (472 كم/س؛ 293 ميل/س) في رحلة مستوية وذلك في 7 يونيو 2013، ووضعت بذلك رقم قياسي غير رسمي للسرعة القياسية لطائرات الهليكوبتر.

## التصميم والتطوير

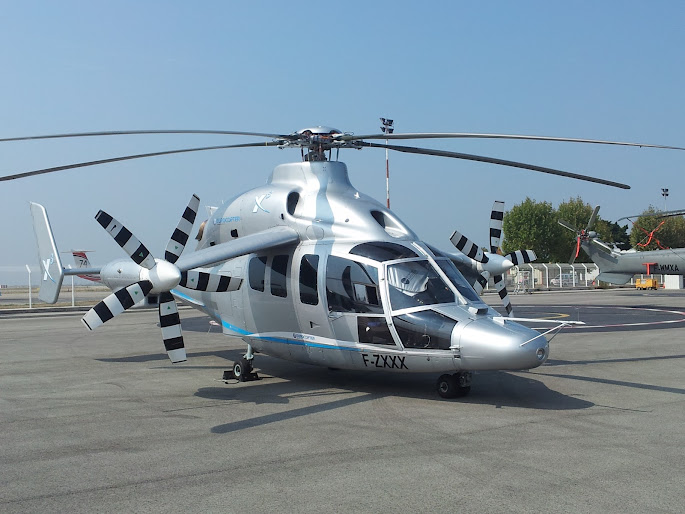
Eurocopter X³

## المواصفات
البيانات من FlightGlobal; no other specifications have been released by Eurocopter.
الخصائص العامة
- طاقم: 2
- الوزن الإجمالي: 5,200 كـغ (11,464 رطل) .[5]
- محركات: 2 × رولز رويس توربوميكا آر تي إم 322-01/9a[6] turboshaft engines, 1,693 كـو (2,270 حصان) الواحد
- قطر الدوار الرئيسي:  12.6 م (41 قدم 4 بوصة)
- مساحة الدوار الرئيسي: 124.7 م2 (1,342 قدم2)
- مراوح: 5-ريشة (two tractor propellers gear driven from main engines).

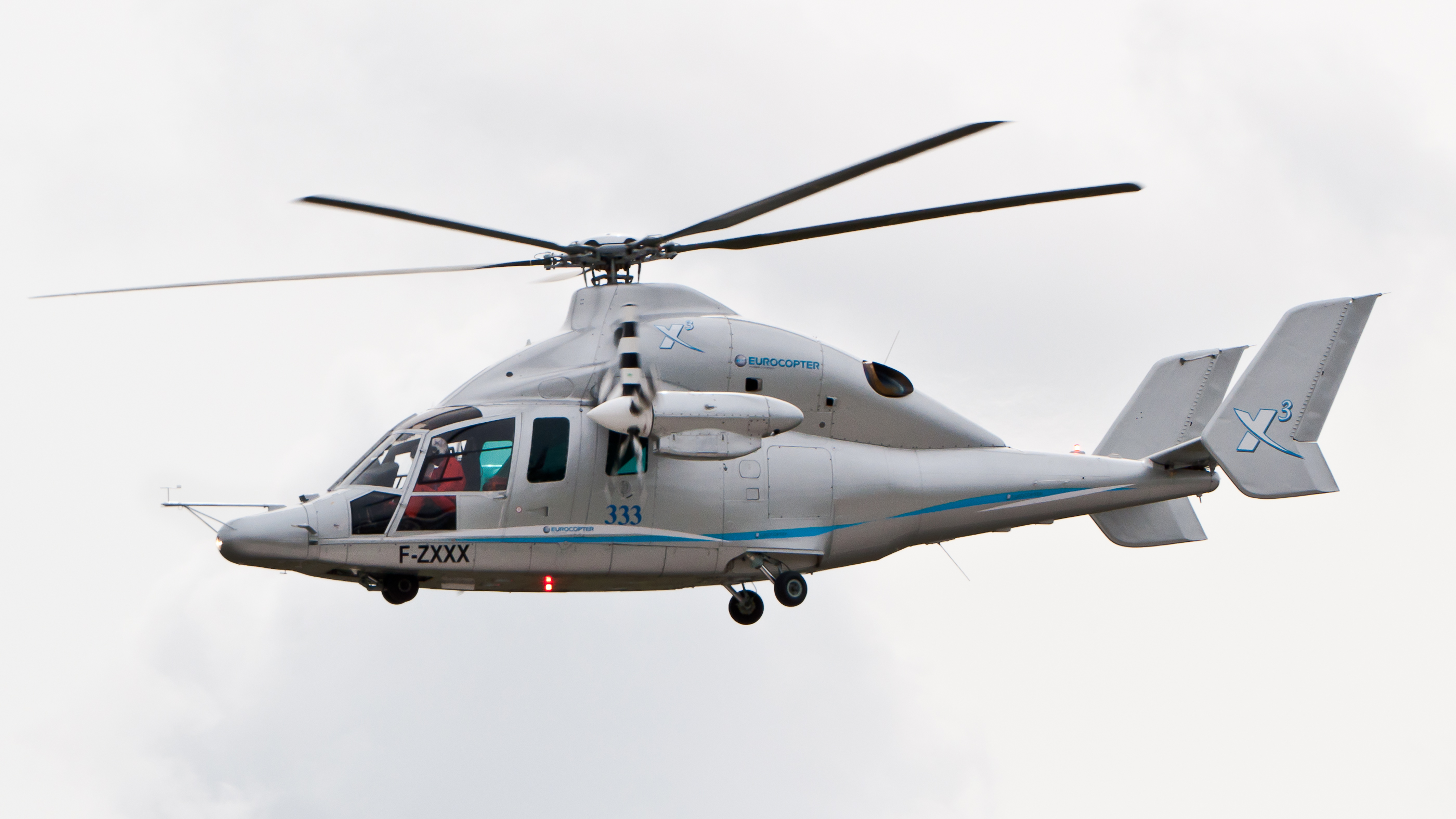
Eurocopter X³ at ILA Berlin Air Show 2012

- Main rotor: five-bladed from the إيرباص إتش 175[1][7]

أداء
- السرعة القصوى: 472 كم/س؛ 293 ميل/س (255 عقدة) at roughly 10,000 قدم (3,048 م)[8]
- سرعة العبور: 407 كم/س (253 ميل/س؛ 220 عقدة) [9]
- سقف الخدمة: 3,810 م (12,500 قدم)
- معدل الصعود: 28 م/ث (5,500 قدم/د) [10][11][12]
- Tip speed: 0.91 Mach[13]
- Autorotation: 2,800 f.p.m[13]

## وصلات خارجية
- X3، Eurocopter، مؤرشف من الأصل في 2013-11-20.
- Pictures: Eurocopter unveils high-speed hybrid helicopter، Flightglobal، 27 سبتمبر 2010.
- Eurocopter unveils new-look helicopter، Yahoo!، 27 سبتمبر 2010، مؤرشف من الأصل في 2010-10-05.
- Eurocopter High-speed, long-range Hybrid Helicopter H3 Demonstrator Makes First Flight، Deagel، مؤرشف من الأصل في 2018-11-22.
- Video X³
- Video X³, Cockpit
- Making of
- Ferrier، Jean-Jacques، Hybrid helicopter (patent)، Eurocopter، US 8070089 B2، مؤرشف من الأصل في 2016-10-26.